# Glentui Falls
Die Glentui Falls sind ein Wasserfall im Gebiet der Ortschaft Glentui im Waimakariri District der Region Canterbury auf der Südinsel Neuseelands. Er liegt im Oberlauf des Glentui River. Seine Fallhöhe beträgt rund 17 Meter. Einige hundert Meter südwestlich liegt in einem anderen Bachlauf der Ashley Gorge Waterfall.
Vom Ende der Glentui Bush Road führt ein beschilderter Rundwanderweg in etwa 10 Minuten zum Wasserfall.